# 莫利 (印地安納州)
莫利（英語：Mollie）是位於美國印地安納州布萊克福德縣的一個鬼鎮。由於此地已於1940年代被荒廢，本地已無人居住。

## 地理
莫利的座標為40°30′30″N 85°18′54″W / 40.50833°N 85.31500°W，而該地的平均海拔高度為265米（即869英尺）。